# Sodingen
Sodingen è un quartiere (Stadtteil) della città tedesca di Herne.